# NHK南室根テレビ中継局
NHK南室根テレビ中継局（エヌエイチケイみなみむろねテレビちゅうけいきょく）は、岩手県一関市の旧室根村地域に設置されていたNHK盛岡放送局のテレビ中継局。

## 中継局概要

### アナログテレビ放送
| チャンネル | 放送局名     | 空中線 電力       | ERP                 | 放送対象地域 | 放送区域 内世帯数 | 運用開始日      |
| ---------- | ------------ | ----------------- | ------------------- | ------------ | ----------------- | --------------- |
| 28         | NHK 盛岡教育 | 映像3W/ 音声750mW | 映像20W/ 音声5.1W   | 全国         | 167世帯           | 1971年 12月15日 |
| （30） 59  | NHK 盛岡総合 | 映像3W/ 音声750mW | 映像18.5W/ 音声4.6W | 岩手県       | 167世帯           | 1971年 12月15日 |

- （　）は、アナログ周波数変更対策（アナ・アナ変換）によって変更される以前のチャンネル[1][2]。
- 地デジ化にあたっては、放送エリアが室根中継局によってカバーされるため、置局不要とされた[3]。
- 2011年7月24日をもって廃止される予定だったが、東日本大震災の影響により、2012年3月31日に延期された。

## 所在地
- 一関市室根町津谷川字鳶ヶ沢（太田山）

## 放送エリア
- 一関市の旧室根村津谷川地区をカバーしていた。